# Průplav

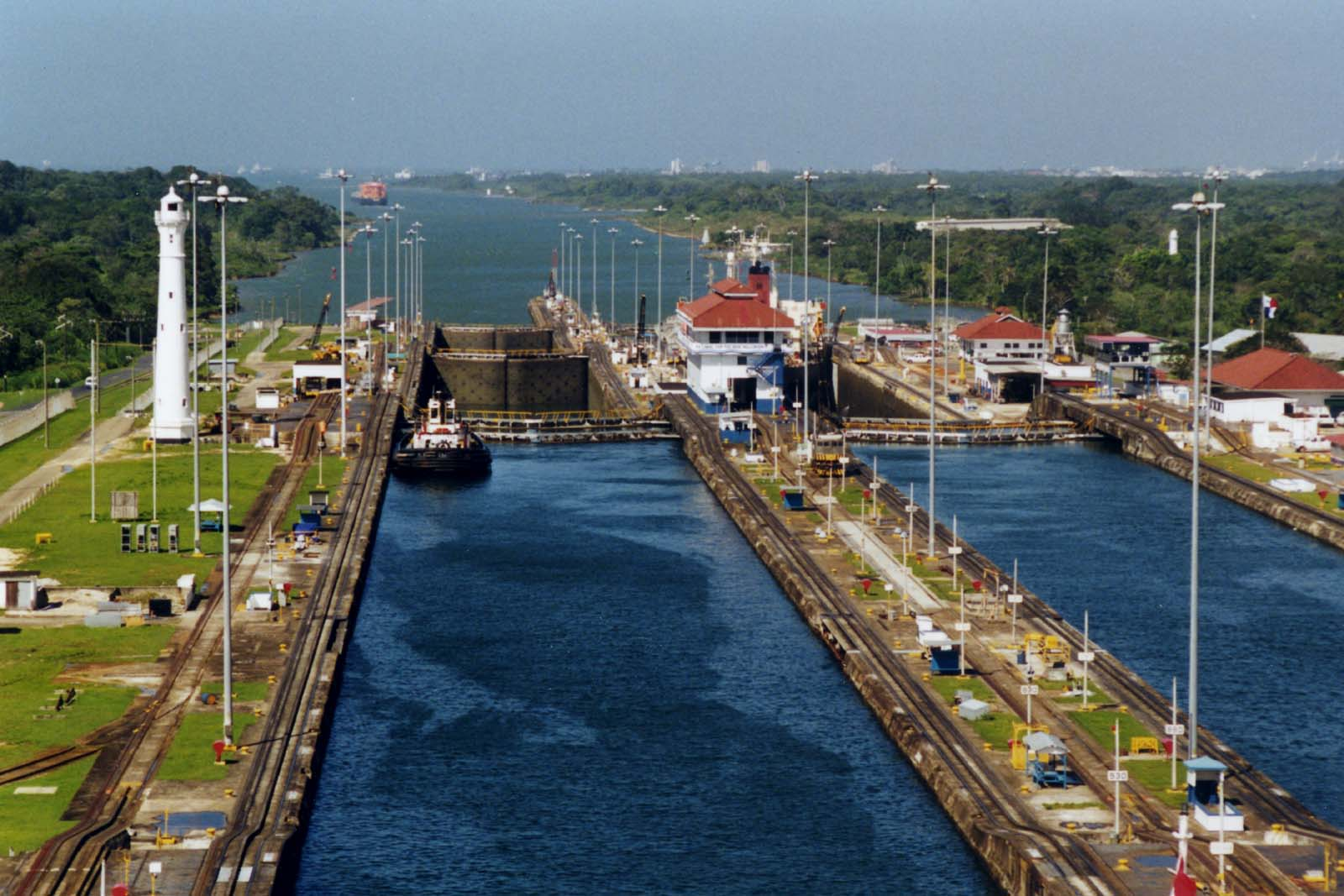
Panamský průplav

Průplav, plavební kanál, je uměle vystavěná vodní cesta spojující vodní toky, řeky, řeku s mořem nebo dvě moře, jezera, oceány či jiné vodní plochy navzájem. Z hlediska českých zákonů jde o vodní dílo.  

## Příklady existujících i projektovaných průplavů

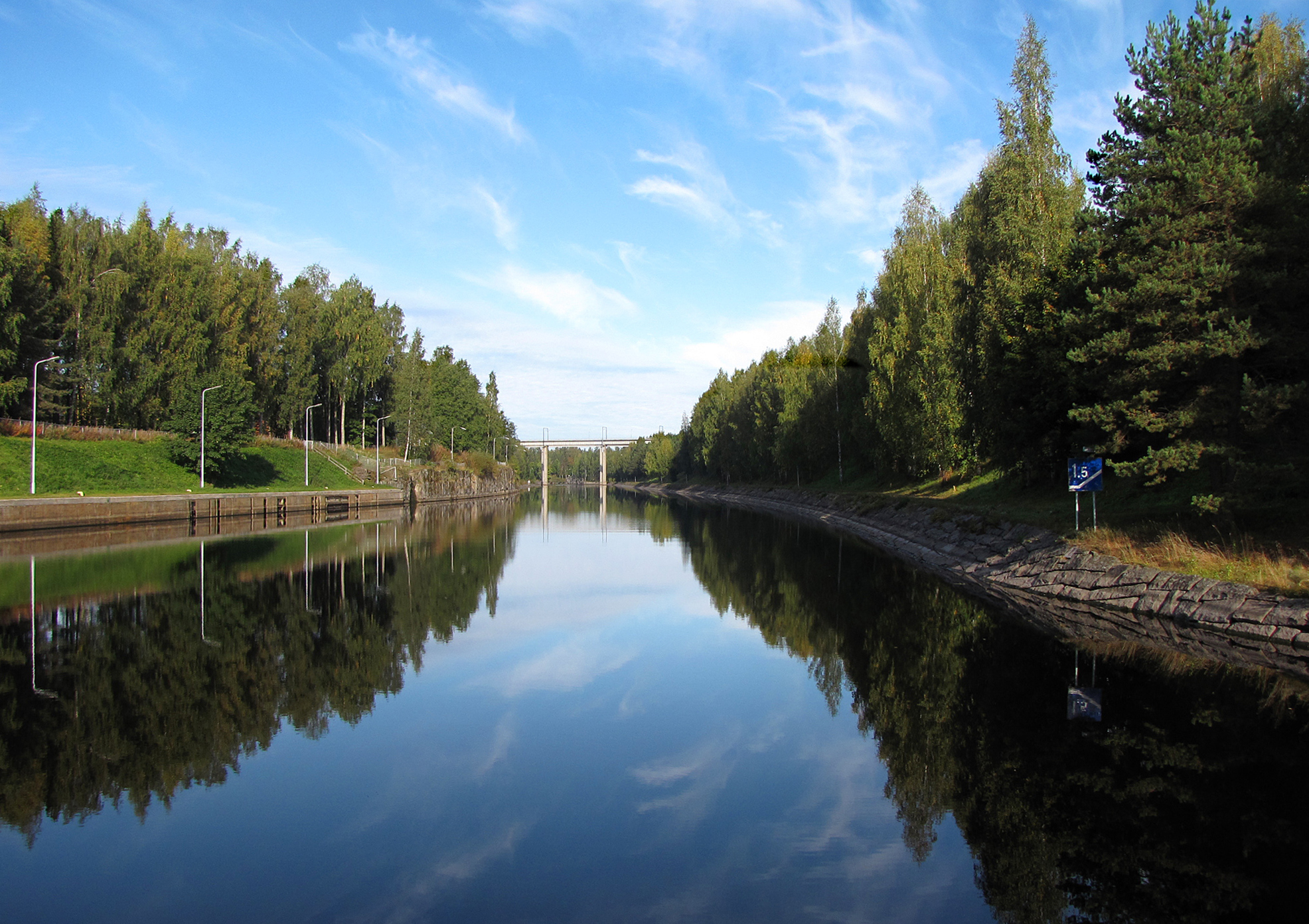
průplav Saimaa

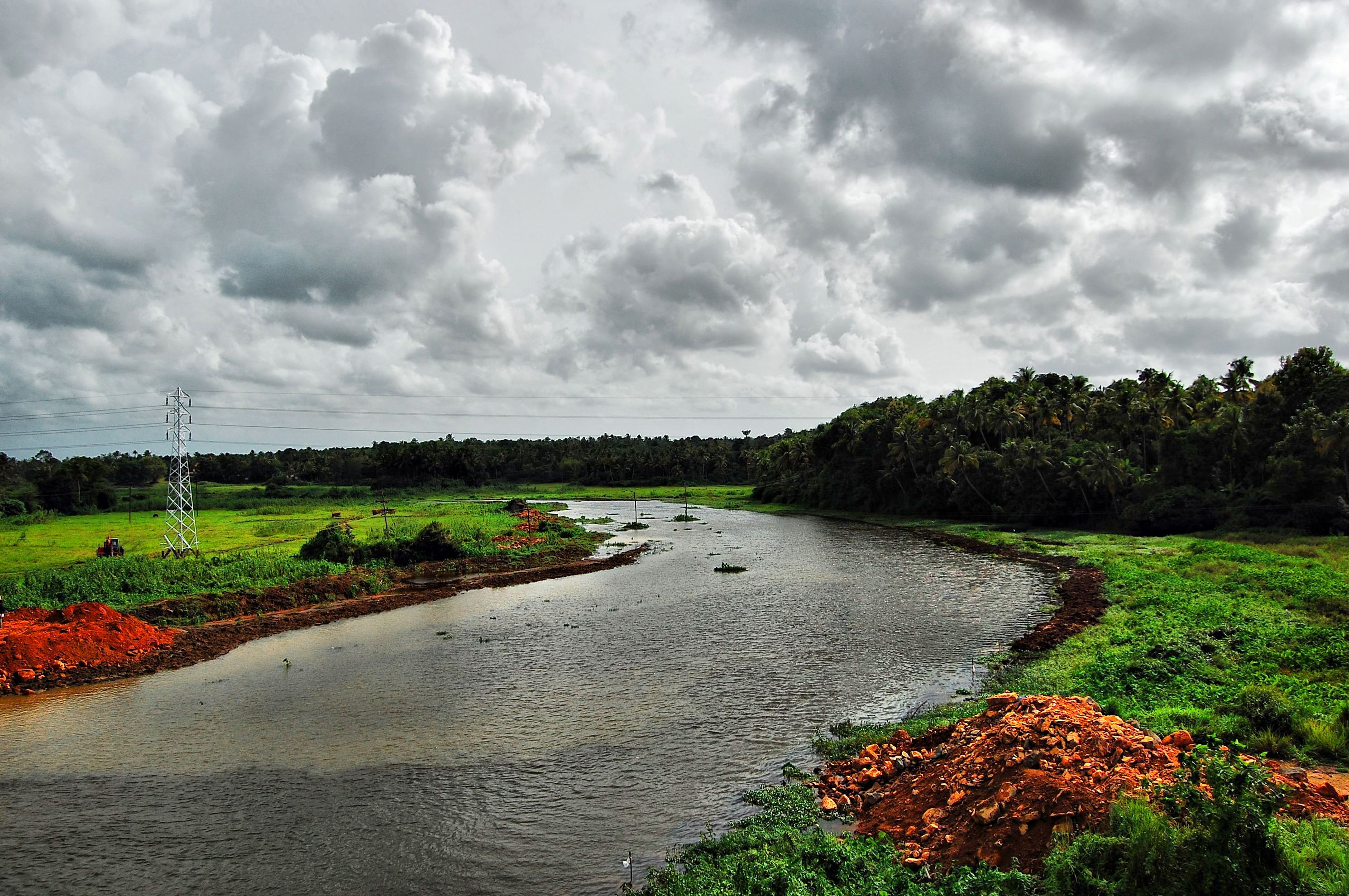
průplav Angamaly-Manjala ve státě Kérala v Indii

### Oceánské průplavy
- Suezský průplav (otevřen 1869)
- Panamský průplav (otevřen 1914)
- Nikaragujský průplav (zamýšlený, zatím nerealizovaný)

### Mořské průplavy
- Bělomořsko-baltský kanál
- Korintský průplav
- Istanbulský průplav
- Kielský průplav

### Říční průplavy
- Canal du Midi
- Kanál Máza-Mosela
- Průplav Dunaj–Odra–Labe (v roce 2023 projekt ukončen)[2]
- Baťův kanál neboli průplav Otrokovice–Rohatec
- Průplav Rýn–Mohan–Dunaj
- Laterální plavební kanál Mělník – Vraňany
- Plavební kanál Přelouč
- Kanál Odra-Visla